# Keserű Mihály

Keserű Mihály (gibárti; Cheserius; horvátul: Mihalj Kešerić de Chybarth) (15. század – 16. század) boszniai püspök

## Élete
Gibárti Keserű István alnádor fia. Bolognában tanult és tanítója Beroald Fülöp őt Cheserius néven dicséri. IV. Sándor pápa 1502. május 30. boszniai püspöknek nevezte ki, mely hivatalát még 1524-ben is viselte. 
Ő fordította görögből latinra Iszokratész két beszédét, egyiket II. Ulászló magyar királynak, a másikat pedig olaszországi volt tanulótársának Csulai Móré Fülöp pécsi püspöknek ajánlotta. Ezzel a címmel nyomtatták ki: 
Isocratis oratio de regni administratione. Bologna, 1524.